# Nullo (modification corporelle)
Le terme nullo (ou smoothie) se réfère aux personnes ayant connu une modification corporelle telle que leurs organes génitaux (et parfois aussi leurs mamelons) ont été enlevés chirurgicalement. Les nullos ne sont pas nécessairement des personnes transgenres. Il peut s'agir d'hommes eunuques. Le terme nullo est le raccourci de genital nullification (« négation génitale »).
L'un des plus célèbres nullos est Mao Sugiyama, un artiste japonais, et militant asexuel qui, en 2012, a eu ses parties génitales enlevées chirurgicalement, cuisinées, et servies à des invités à un banquet public. Sugiyama, qui utilise le surnom de « Ham Cybele » (Jambon de Cybèle), a aussi eu ses mamelons supprimés,.